# Notommata pachyura
Notommata pachyura är en hjuldjursart som först beskrevs av Gosse 1886.  Notommata pachyura ingår i släktet Notommata och familjen Notommatidae. Inga underarter finns listade i Catalogue of Life.